# Indios de Mayagüez
Die Indios de Mayagüez sind eine professionelle Baseballmannschaft in Puerto Rico mit Sitz in Mayagüez. Mit 17 nationalen Meisterschaften, zuletzt 2012, sind sie Rekordmeister der Liga de Béisbol Profesional de Puerto Rico (heute: Puerto Rico Baseball League), der sie seit der Gründung der Liga 1938 angehören. Zusammen mit den Leones de Ponce und den Criollos de Cagua, die allerdings zwischenzeitlich als Caguas-Guayama spielten, sind sie die einzige durchgehend aktive Gründungsmannschaft. Zweimal, 1978 und 1992, gewannen sie auch den Karibiktitel in der Serie del Caribe. Heimstadion der Indios ist das Estadio Isidoro García, das für die 21. Zentralamerika- und Karibikspiele 2010 neu gebaut wurde. Während der Bauarbeiten spielte die Mannschaft im Estadio Luis Canena Márquez in Aguadilla.